# Wittingen
Wittingen is een stad in de Duitse deelstaat Nedersaksen. De gemeente ligt in het Landkreis Gifhorn. Wittingen telt 11.357 inwoners.

## Indeling
De gemeente omvat naast de stad nog 25 dorpen.
| - Boitzenhagen - Darrigsdorf - Erpensen - Eutzen - Gannerwinkel - Glüsingen - Hagen - Kakerbeck - Knesebeck | - Küstorf - Lüben - Mahnburg - Ohrdorf - Plastau - Rade - Radenbeck - Schneflingen - Stöcken | - Suderwittingen - Teschendorf - Transvaal - Vorhop - Wittingen - Wollerstorf - Wunderbüttel - Zasenbeck |

## De stad Wittingen

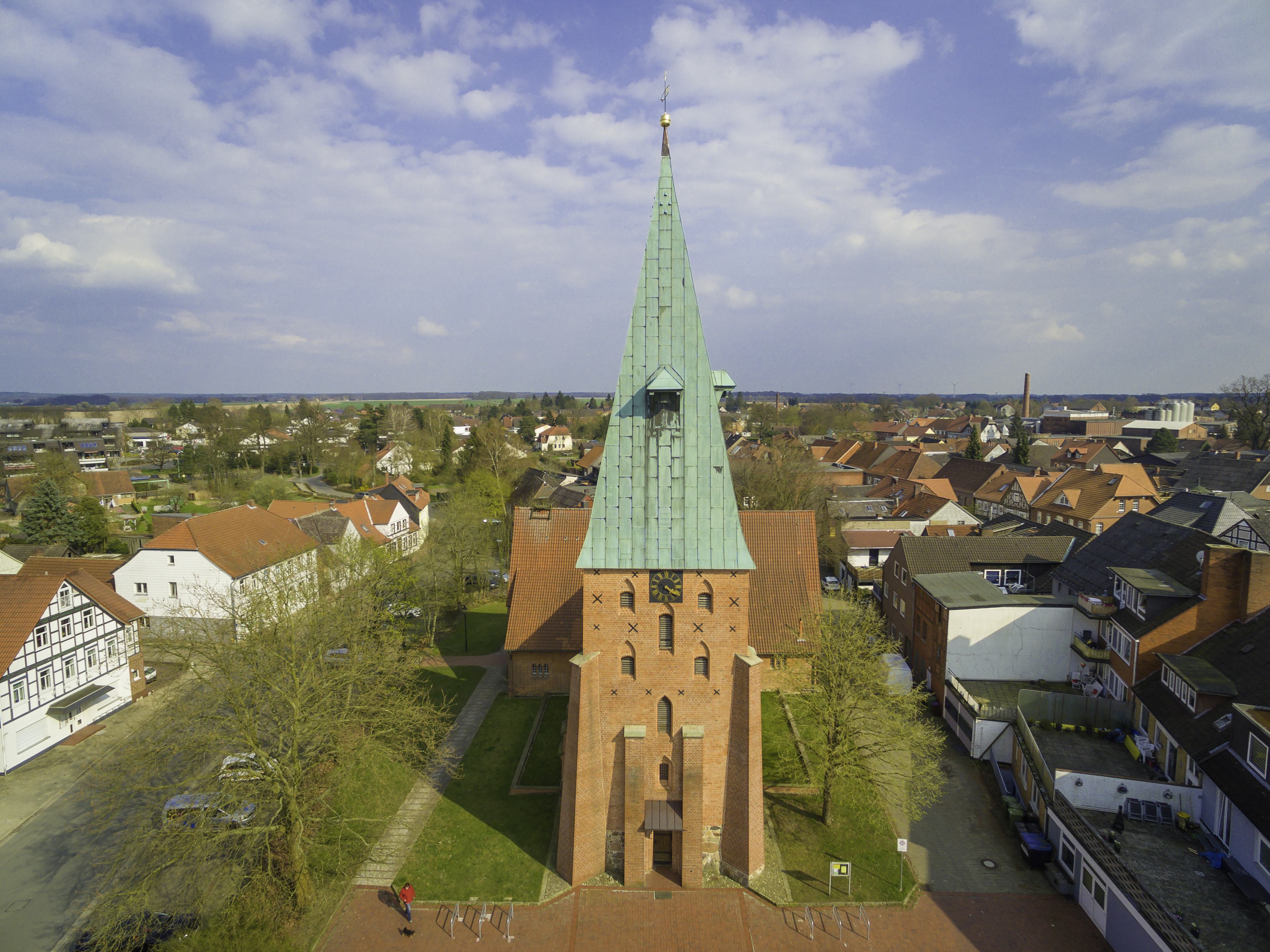
St. Stefanuskerk

Wittingen wordt al genoemd in een oorkonde uit 781 waarin het bisdom Hildesheim wordt beschreven. De oudste kerk in de stad, de St. Stefanus, werd gebouwd in de dertiende eeuw. De kerk heeft ten minste een voorganger gehad die waarschijnlijk in de negende eeuw werd gebouwd. 
De stad ligt aan de spoorlijn Gifhorn - Wieren. Vanaf het station vertrekt om het uur een trein in beide richtingen.

## Economie
In stadsdeel Knesebeck is een grote fabriek van stalen buizen, pijpen e.d. gevestigd.  De firma Butting biedt daar werk aan bijna 2.000 mensen.
- Gemeinsame Normdatei: 4066662-1
- Nationale Bibliotheek van Letland: 000298415
- MusicBrainz: 34dceea4-455d-48fd-8419-229c8df2d5cd
- Nationale Bibliotheek van Israël: 987008919271505171
- Virtual International Authority File: 246093209

Adenbüttel · 
Barwedel · 
Bergfeld · 
Bokensdorf · 
Brome · 
Calberlah · 
Dedelstorf · 
Didderse · 
Ehra-Lessien · 
Gifhorn · 
Giebel gemeentevrij gebied · 
Groß Oesingen · 
Hankensbüttel · 
Hillerse · 
Isenbüttel · 
Jembke · 
Leiferde · 
Meine · 
Meinersen · 
Müden (Aller) · 
Obernholz · 
Osloß · 
Parsau · 
Ribbesbüttel · 
Rötgesbüttel · 
Rühen · 
Sassenburg · 
Schönewörde · 
Schwülper · 
Sprakensehl · 
Steinhorst · 
Tappenbeck · 
Tiddische · 
Tülau · 
Ummern · 
Vordorf · 
Wagenhoff · 
Wahrenholz · 
Wasbüttel · 
Wesendorf · 
Weyhausen · 
Wittingen